# Seget Gornji
Seget Gornji falu Horvátországban Split-Dalmácia megyében.

## Fekvése
Split központjától légvonalban 18, közúton 36 km-re nyugatra, Trogir központjától légvonalban 4, közúton 8 km-re, községközpontjától légvonalban 3, közúton 6 km-re északnyugatra, Dalmácia középső részén fekszik.

## Története
A Seget Donji és Seget Gornji között emelkedő Sv. Ilije-hegyen már a vaskorban jelentős erődített település állt. Feltételezések szerint a közeli Trogir városa eredetileg ennek a településnek a kikötője lehetett. A település területén talált itáliai és görög eredetű cseréptöredékek bizonyítják, hogy az ókorban élénk kereskedelem zajlott ebben a térségben. Az ókori település feltárása 2006-ban kezdődött és a tervek szerint 2021-re fejeződik be.
A hegy keleti-délkeleti oldalában fekvő kőbánya már az ókorban is használatos volt. Az itteni követ használták egyebek között a iaderi fórum, a spliti Diocletianus-palota és a szintén Split közelében fekvő ókori Siculum építéséhez is. A hegyen levő Szent Illés templomot szintén a kőbánya köveiből a 12. században építették, később róla kapta a nevét a hegy. A horvátok a 7. században telepedtek le ezen a vidéken és az itt talált szakrális építményeket lerombolták. A 9. századra azonban már áttértek a keresztény hitre. Ekkor építették fel a falu Szűz Mária templomát, mely a mai temetőben áll. A tatárjárás során lerombolták, majd utána újjáépítették. A 15. században a török ismét lerombolta a települést templomával együtt. A lakosság a Szűzanya csodatevő ikonját a trogiri bencés kolostorba menekítette. Ezután előbb a spliti Papalić, majd a trogiri Kvarko család volt a földesura. A török veszély elmúltával szolgálatát a sinji ferences atyák látták el, akik új lakosságot is telepítettek ide. 1797-ben a Velencei Köztársaság megszűnésével a település Habsburg Birodalom része lett. 1806-ban Napóleon csapatai foglalták el és 1813-ig francia uralom alatt állt. Napóleon bukása után ismét Habsburg uralom következett, mely az első világháború végéig tartott. A településnek 1857-ben 830, 1910-ben 1536 lakosa volt. Az I. világháború után rövid ideig az Olasz Királyság, ezután a Szerb-Horvát-Szlovén Királyság, majd Jugoszlávia része lett. A község lakossága 2011-ben 136 fő volt, akik mezőgazdaságból, turizmusból élnek.

## Lakosság
| Lakosság változása | Lakosság változása | Lakosság változása | Lakosság változása | Lakosság változása | Lakosság változása | Lakosság változása | Lakosság változása | Lakosság változása | Lakosság változása | Lakosság változása | Lakosság változása | Lakosság változása | Lakosság változása | Lakosság változása | Lakosság változása |
| ------------------ | ------------------ | ------------------ | ------------------ | ------------------ | ------------------ | ------------------ | ------------------ | ------------------ | ------------------ | ------------------ | ------------------ | ------------------ | ------------------ | ------------------ | ------------------ |
| 1857               | 1869               | 1880               | 1890               | 1900               | 1910               | 1921               | 1931               | 1948               | 1953               | 1961               | 1971               | 1981               | 1991               | 2001               | 2011               |
| 830                | 1.098              | 1.021              | 1.252              | 1.443              | 1.536              | 1.992              | 2.346              | 1.161              | 1.172              | 1.048              | 610                | 228                | 177                | 169                | 136                |

(1931-ig Seget, 1948 és 1981 között pedig Gornji Seget néven. 1869-ben, 1921-ben és 1931-ben Seget Vranjica, 1921-ben és 1931-ben Seget Donji lakosságát is ide számították.)

## Nevezetességei
- Gradina Sutilija régészeti lelőhely történelem előtti erődített település maradványaival és a 12. századi Szent Illés templommal. Jó stratégiai helyzete miatt a környező szárazföld, valamint a Kastela-öböl és a Solta-csatorna vizeinek megfigyelésére a vaskorban itt egy nagy hegyi erődített települést építettek. Mára a gyűrű alakú laza szárazkő sánc maradt meg belőle, míg a déli lejtőn az oldalvédművel védett külső vár maradványa található. A Sutilija-hegy tetején található a román stílusú Szent Illés templom, melyről az egész hegyet elnevezték.[6]
- A Sutilija-hegy alatti kőbányában már az ókorban is bányásztak követ. Innen származik két, Héraklésznek szentelt áldozati kő.
- A település temetőjében áll a Szűz Mária tiszteletére szentelt középkori templom, melyet 1300-ban említenek először. Egyhajós épület félköríves apszissal, és kerekített támfalakkal, melyek a dongaboltozatot tartják. Építési stílusa a 9. századra jellemző. A tatárjárás során lerombolták, de utána újjáépítették. A 15. században a török támadások során újra lerombolták. 2000-ben és 2005-ben megtörtént a templom és környezetének régészeti feltárása. Ennek során a maradványokat konzerválták. Megtalálták a templom kőből faragott berendezésének töredékeit. A temető kerítésében befalazva találták egy római szarkofág fedőlapját, egy pilaszter töredékeit, az oltár előépítmény darabjait, valamint a sokszögletű oszlopok töredékeit. Ezek alapján történt meg az épület rekonstrukciója. A templom körül számos késő középkori sírt és sírkövet tártak fel.[3]
- Baradici nevű településrészén a trogiri Mala polja feletti magaslaton áll a Szent Vid templom,[7] mely a szakemberek szerint ókori gazdasági épület alapjain épült a 11. század végén. Egykor temető volt körülötte. Nemrég teljesen rekonstruálták. A templom valószínűleg a régi Tragurium-Scardona út mellett állt. A környékén talált sok római kori maradvány alapján Tragurium tágabb agglomerációjához tartozott.[3][8]
- A Mala polja mezőn, de már Seget Donja területén állnak kora középkori Szent Dániel templom romjai, melyet a nép Sudanelnek nevez. A romokat már az I. világháború előtt feltárta az amatőr régész Antonio Colnago. Kis méretű, 4,5 méter széles és ugyanilyen hosszúságú épület volt. Alapvetően négyszög alaprajzú volt, de lekerekített apszissal rendelkezett. Rendhagyó alakja alapján Tomislav Marasović feltételezte, hogy római gazdasági épület alapfalaira épült.[3]